# Amedeo Albertini
Amedeo Albertini (Torino, 4 gennaio 1916 – Torino, 13 marzo 1982) è stato un architetto italiano.

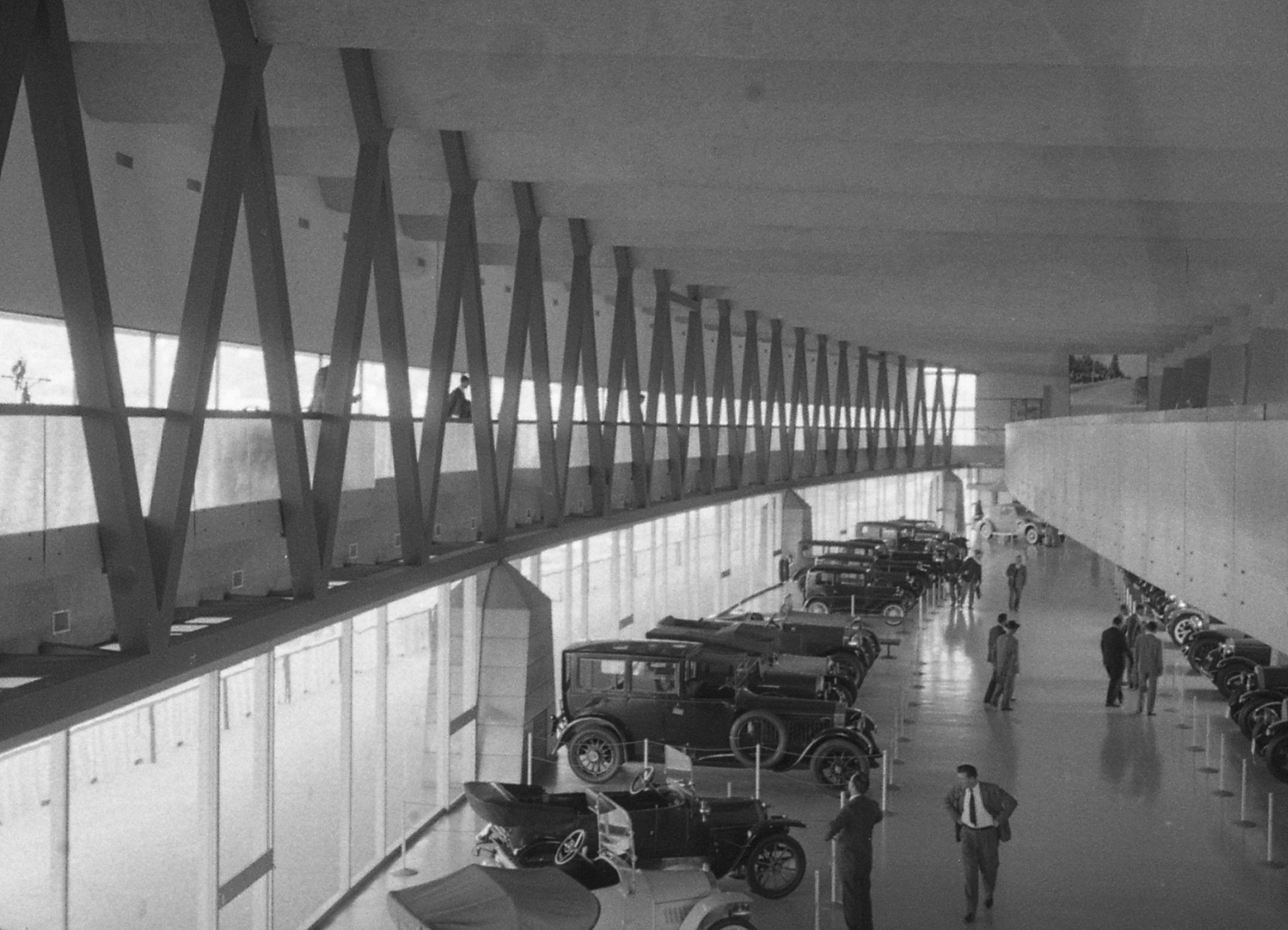
Il Museo dell'automobile di Torino progettato da Amedeo Albertini

Progettista di fiducia della grande industria torinese, realizza nel secondo dopoguerra opere di rappresentanza e a volte tecnologicamente innovative, soprattutto nel campo delle architetture direzionali, del terziario e industriali.

## Biografia
Amedeo Albertini nasce a Torino, il 4 gennaio 1916, e si laurea al Politecnico della città nel 1939 avendo come relatore l'esponente più rappresentativo del movimento artistico Novecento Giovanni Muzio.
Nel 1940 è assunto dalla Divisione costruzioni e impianti della Fiat diretta da Vittorio Bonadè Bottino, e nel maggio 1945 si guadagna la stima del presidente Vittorio Valletta sottraendolo ad una squadra di gappisti che lo vogliono condannare a morte per collaborazionismo . 
Si dimette dalla Divisione nel 1959 per aprire un proprio studio professionale in Torino e successivamente, nel 1963, a Roma. Grazie ai buoni rapporti mantenuti con il gruppo torinese e con la famiglia Agnelli, ottiene numerosi incarichi nel capoluogo torinese, in Italia e all'estero (Parigi, Messico, Etiopia, Ghana e Nigeria). Contestualmente attiva anche collaborazioni con artisti torinesi, tra cui Ezio Gribaudo e Roberto Terracini nel Sacrario del collegio San Giuseppe (1955). Muore a Torino il 13 marzo 1982 .

## Opere principali

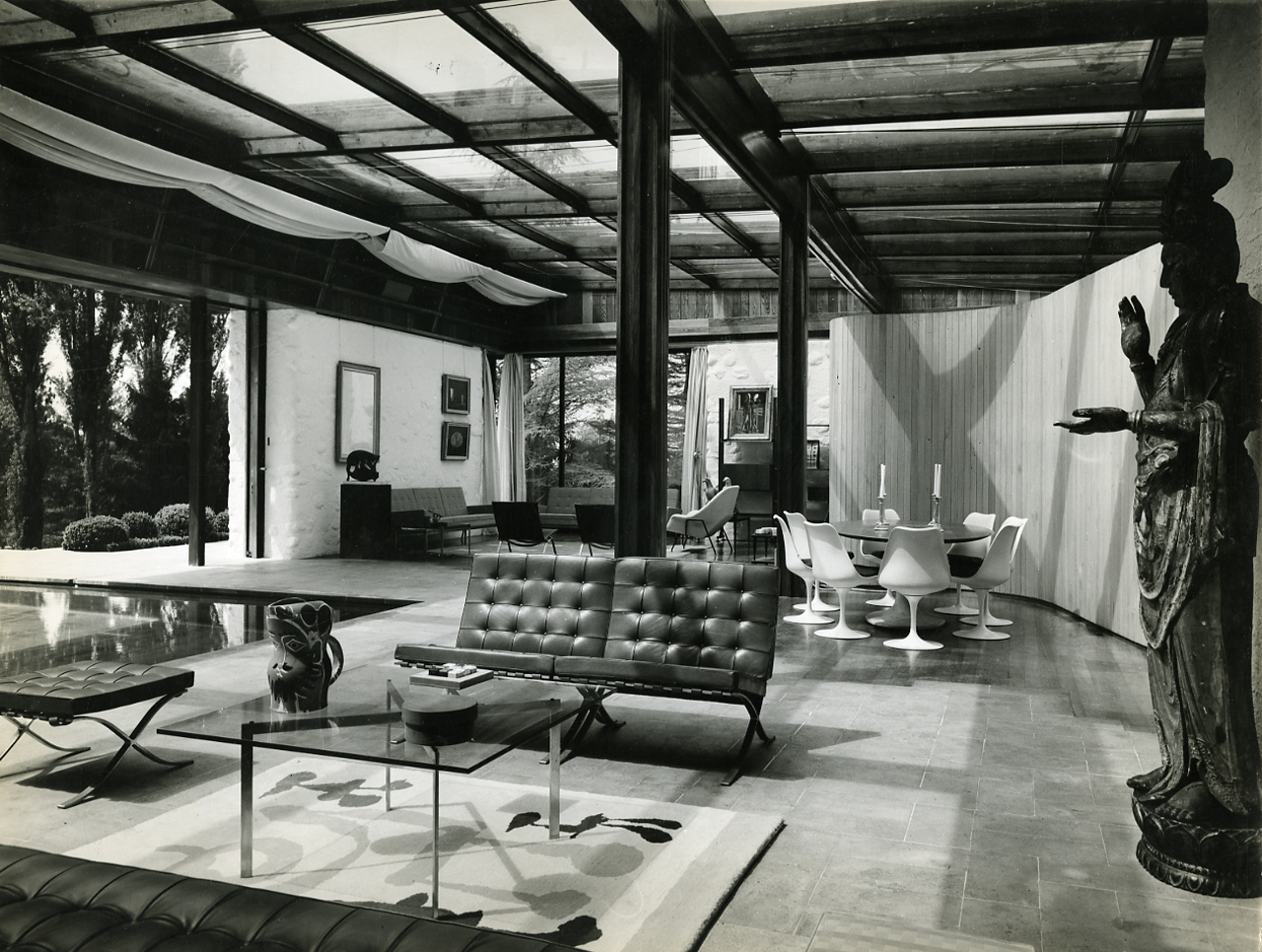
Gli interni della villa torinese di Gianni Agnelli, interni. Soggiorno con piscina e arredi

Nel corso della sua carriera Amedeo Albertini firmò il progetto di numerosi edifici iconici nel capoluogo subalpino, qui di seguito riassunti.
Nel 1951 la Fiat decide un trasloco della sua sede direzionale e commissiona all'architetto la costruzione di due palazzoni gemelli, decisamente anonimi, in corso Marconi a Torino, l'antico corso che porta al Castello del Valentino, che vengono conclusi nel 1954  (e ora sono prestigiose residenze private). Le poltrone realizzate per la hall dell'ingresso degli uffici, disegnate dallo stesso Albertini, sono riprese dai sedili della Fiat Dino in sky marrone, una seduta molto rara per la sua realizzazione in un numero di pezzi limitati, e in seguito prodotte per la Fondazione Giovanni Agnelli nel 1967 .
Nel 1955 realizza, con il contributo dell'architetto Umberto Cuzzi, il centro direzionale della RIV in Corso Cairoli a Torino (ora sede torinese delle Assicurazioni Generali). Un basamento, leggermente arretrato e rivestito in acciaio inossidabile, sorregge un corpo compatto ma aperto grazie alla partizione verticale in paraste in pietra bianca di Finale alternate a tagli vetrati; un’ampia vetrata corre, infine, all’ultimo piano, a mo’ di coronamento .
Nel 1957 conclude la realizzazione della sede direzionale della Lavazza in corso Novara 59 a Torino, insieme all'architetto Jacazio, con stabilimento e magazzino annesso. Dopo il trasferimento della direzione in altra sede, l'edificio diventa nel 2022 una residenza per studenti universitari .
Nel 1959 inizia la realizzazione dello stabilimento produttivo della Facis (poi Gruppo Finanziario Tessile) in Strada Cebrosa 75 a Settimo Torinese, che concluderà nel 1969. L’edificio si sviluppa su un fronte di oltre duecentocinquanta metri su due piani, ed è destinato ad accogliere più di duemila dipendenti. Per alleggerire le dimensioni imponenti del complesso, l’architetto utilizza serramenti vivacemente colorati in rosso e nero per le vetrate presenti nelle lunghe facciate, definisce un forte sporto del piano superiore per proteggere dal sole e conclude l’edificio con un tamponamento di colore chiaro. L'opera è attualmente in stato di abbandono . 
Nel 1960 realizza la prima versione del Museo dell'automobile, inaugurato il 3 novembre 1960 in ricordo del fondatore Carlo Biscaretti di Ruffia  e successivamente riqualificato dallo studio milanese Cino Zucchi Architetti .
Nell'ottobre dello stesso anno viene inaugurata, alla presenza di Luigi Einaudi, la nuova sede della tipografia di Alberto Tallone ad Alpignano, costruita dall'architetto torinese .
Nel settembre 1964 si inaugura a Grazzano Badoglio, sul poggio chiamato «Madonna dei Monti», una stele in ricordo di Pietro Badoglio, progettata da Albertini e fortemente voluta dall'industriale Sergio Pininfarina. Dotata di un potente faro, è sagomata di lucente metallo che s'innesta su una base tripartita di pietra, coperta da un tappeto erboso. Sulle facce della stele sono applicati tre fregi di bronzo .
Nel 1965 progetta la sede degli uffici Sai in Corso Galileo Galilei 12 a Torino (ora sede torinese della Unipol ), su un'ansa del fiume Po, realizzando due blocchi gemelli di pianta quadrata, raccordati da una piastra porticata che si sviluppa lungo il perimetro dell’isolato, con facciate scandite da profondi marcapiano che ne accentuano l’orizzontalità, e da frangisole metallici . 
Grazie al rapporto di amicizia e stima con la famiglia Agnelli, nel 1961 progetta per Gianni Agnelli una villa sulla collina torinese , e successivamente per Umberto Agnelli, tra l’altro, le ville di Donoratico nel 1967 e quella che diventerà la sua residenza ufficiale, a "La Mandria" nel 1974 .
Nel luglio 1970 vengono commissionati all’architetto importanti lavori di restauro, sistemazione e decorazione dello storico Palazzo d'Azeglio, dove la Fondazione Luigi Einaudi, acquistato lo stabile dalla Fiat, ha intenzione di trasferire la sua sede e la sua grande biblioteca .
Agli inizi degli anni '70 progetta e realizza il Centro congressi dell'Istituto di Credito Agrario Federagrario in corso Stati Uniti 21 a Torino, poi rilevato dalla Regione Piemonte. L'edificio è caratterizzato da una significativa struttura in calcestruzzo armato a vista, costituita da gigantesche travi sostenute da pilastri cilindrici . Il palazzo è demolito per far posto ad una costruzione residenziale nel 2023 . 
Nel 1973 progetta, insieme agli architetti Nicola e Renacc, l'impianto sportivo in via Sospello 118 a Torino che dispone di una piscina coperta con vasca di m 25 x 12,50 e una palestra di m 12 x 8,50 .